# Mobile health
mZdrowie – (ang. Mobile health / mHealth) – gałąź medycyny łączącą nowe technologie (informatykę) oraz komunikację. Stanowi ona narzędzie wspierającego pracę personelu medycznego, przy jednoczesnym działaniu pozytywnym na pacjenta. 
Według Komisji Wspólnot Europejskich „telemedycyna polega na świadczeniu usług zdrowotnych z wykorzystaniem ICT w sytuacji, gdy pracownik służby zdrowia i pacjent (lub dwaj pracownicy służby zdrowia) znajdują się w dwóch różnych miejscach”. Komisja Europejska wskazuje również na pojęcie usług telemedycznych, które „wiążą się z przesyłem danych i informacji medycznych (jako tekstu, obrazu, dźwięku lub w innej formie), koniecznych do działań prewencyjnych, diagnozy, leczenia i kontroli stanu zdrowia pacjenta”. 
Rozwiązania telemedycyny:
- telediagnostyka – diagnoza stawiana za pomocą sieci teleinformatycznych (pliki komputerowe),
- telemonitoring – wykorzystanie urządzeń pozwalających na stała kontrolę w przypadku osób z chorobą przewlekłą. Specjalistyczne algorytmy analizują przesyłane wyniki i alarmują lekarza dyżurnego,
- telekonsultacje – wideorozmowy pomiędzy lekarzem, pacjentem i lekarzem specjalistą,
- telerehabilitacja – udostępnianie dla pacjenta materiałów instruktażowych oraz wideokonferencji dotyczących rehabilitacji,
- telenauczanie – platformy oraz portale internetowe pozwalające on-line prowadzić szkolenia, wykłady i prezentacje personelu medycznego,
- teleoperacje – zdalne sterowanie robotem chirurgicznym, który wykonuje poszczególne etapy operacji.